# Нюр
Нюр — река в России, протекает в Кизеловском районе Пермского края. Река впадает в Широковское водохранилище, устье реки находится в 122 км по правому берегу реки Косьва. Длина реки составляет 2 км. 
Река образуется слиянием рек Первый Нюрок и Второй Нюрок в 16 км к северо-востоку от посёлка Широковский и в 3 км к северу от посёлка Кучек. Через два километра после образования впадает в боковой залив Широковского водохранилища в его северной части у посёлка Кучек.

## Данные водного реестра
По данным государственного водного реестра России относится к Камскому бассейновому округу, водохозяйственный участок реки — Кама от города Березники до Камского гидроузла, без реки Косьва (от истока до Широковского гидроузла), Чусовая и Сылва, речной подбассейн реки — бассейны притоков Камы до впадения Белой. Речной бассейн реки — Кама.
По данным геоинформационной системы водохозяйственного районирования территории РФ, подготовленной Федеральным агентством водных ресурсов:
- Код водного объекта в государственном водном реестре — 10010100912111100008717
- Код по гидрологической изученности (ГИ) — 111100871
- Код бассейна — 10.01.01.009
- Номер тома по ГИ — 11
- Выпуск по ГИ — 1